# Cirsium syriacus
Cirsium syriacus là một loài thực vật có hoa trong họ Cúc. Loài này được Gaertn. mô tả khoa học đầu tiên.